# 津々木蔵人
津々木 蔵人（つづき くらんど）は、戦国時代の武将。尾張国末森城主・織田信行の近臣。津々木は都筑、都築とも書かれる。

## 略歴
『信長公記』によると、天文24年（1555年）6月、尾張守山城主・織田信次の家臣・洲賀才蔵が織田信長・信行の弟・秀孝を射殺すると、信次は逐電。信行は守山城下を焼き払い、その後守山城攻囲のため大将として派遣したのが柴田勝家と津々木蔵人であった。
弘治2年8月24日（1556年9月27日）に起こった稲生の戦いは、信行側が信長側に敗北。信長の赦免を受けて、信行は勝家・蔵人と墨衣を着用し、土田御前を同道の上、信長に礼に赴いている。
蔵人は信行の若衆(男色)で、前述のように柴田勝家と並ぶ地位を占めていたが、家中の主な侍が蔵人に付けられるようになると増長し、勝家を侮るようになった。勝家はこれを無念に思い、折から信行の信長への謀反の計画を信長に密告した。その結果、信行は信長の使った仮病により清洲城へ見舞いに訪れて謀殺された。以後の蔵人の消息についての記述はなく、殺されたか出奔したとの推測がある。